# Dracula (Castlevania)
Il conte Dracula (ドラキュラ?, Dorakyura) è il principale antagonista dell'intera serie di videogiochi Castlevania. Le sue caratteristiche sono basate sul personaggio omonimo di Bram Stoker. Salvo alcune eccezioni, Dracula è l'antagonista di ogni gioco. Il suo desiderio è quello di condurre guerra all'umanità e di possedere il mondo, ma i suoi piani vengono spesso rovinati dalla famiglia Belmont in ogni generazione della sua vita immortale. Castlevania: Lament of Innocence narra l'antefatto del vampiro, in gioventù conosciuto come Mathias Cronqvist (マティアス・クロンクビスト?, Matiasu Kuronkubisuto), il miglior amico di Leon Belmont. Nonostante sia l'antagonista principale della serie originale, il suo ruolo è spesso passivo, in quanto aspetta semplicemente nel suo castello, noto come il Castlevania, lasciando il lavoro di ostacolare i nemici ai suoi mostri. Dracula è apparso anche come da protagonista e antieroe nella serie reboot, intitolato Castlevania: Lords of Shadow, al quale gli diede il nome di Gabriel Belmont (ガブリエル・ベルモンド?, Gaburieru Berumondo).

## Storia

### Castlevania: Lament of Innocence
L'uomo che in futuro sarebbe stato conosciuto come Dracula un tempo era un umano di nome Mathias Cronqvist. Mathias faceva parte di una nobile famiglia di alchimisti, e in quanto tale strinse amicizia con il famoso Rinaldo Gandolfi, ed entrò a far parte di una compagnia di cavalieri al fianco del barone Leon Belmont, che sarebbe diventato il suo migliore amico; inoltre, Mathias incontrò una splendida donna di nome Elisabetha, e i due coronarono subito il loro sogno di matrimonio. Ma mentre Mathias era via per una campagna contro i pagani nella parte orientale, Elisabetha morì a causa di una malattia. Al suo ritorno Mathias seppe cosa era successo alla moglie e venne preso da una disperazione così profonda che lo costrinse a letto. Durante quel periodo, Mathias cominciò a rinnegare Dio per aver permesso a Elisabetha di morire con una morte così precoce mentre lui era via rischiando la sua vita e la lotta in Suo nome. Ha pensato che fosse ingiusto per Dio togliere ciò che contava di più a lui, dopo aver reso a Dio così tanto, oltre al fatto che Elisabetha era una donna così pura e senza macchia che non meritava di morire. Mathias si mise alla ricerca di modi per poter diventare immortale e che poteva sfidare i decreti di Dio. Scoprì dell'esistenza della Pietra Cremisi, considerato un tesoro tra i vampiri. Attraverso alcuni mezzi, la pietra venne in possesso di Mathias, che aveva intenzione di usarla per raggiungere l'immortalità. Divenuto il padrone dell'arcana reliquia, una divinità malvagia, nota come la Morte, si è legata a lui come servitore. Con la pietra, Mathias scoprì che non solo poteva controllare la potente creatura spirituale, ma poteva anche assorbire le anime dei vampiri uccisi e assorbire i loro poteri; in questo modo avrebbe abbandonato la sua umanità per diventare un vampiro. Mathias venne in contatto con un potente vampiro di nome Walter Bernhard, che aveva in qualche modo ottenuto la Pietra Ebano, un altro tesoro vampirico che permetteva di circondare il suo castello nella notte eterna, rendendolo così il più potente dei vampiri. L'unica cosa di valore che Walter desiderava era la Pietra Cremisi, che credeva però perduta. Il vampiro si annoiava a causa della propria immortalità, e come distrazione giocava con la vita e la morte di esseri umani coraggiosi; per alzare la posta in gioco - e rendere tutto più interessante - Walter avrebbe rubato ciò che di loro era più prezioso. Mathias gli suggerì Sara Trantoul, la fidanzata del suo vecchio amico Leon Belmont. Walter, che non si rese conto di essere stato ingannato, ordinò alle sue forze di invadere la tenuta di Leon per catturare Sara.
Tutto andò secondo il pianio ingegnoso di Mathias; Leon andò al castello di Walter per salvare Sara, e dopo una serie di eventi è stato in grado di sconfiggere Walter. Quando Walter stava morendo, la Morte apparve prendendo la sua anima e concesse il potere del vampiro a Mathias, che si era materializzato nel castello. Fu solo nei suoi ultimi istanti di vita che Walter si rese conto di quello che stava accadendo e quali erano le vere intenzioni di Mathias. Assorbendo l'anima di Walter, Mathias è diventato il più potente vampiro, anche se la Pietra Ebano è stata distrutta nella battaglia. Leon, confuso, chiese una spiegazione, alla quale Mathias rispose che aveva bisogno dell'anima di un potente vampiro, e sapeva che Leon sarebbe riuscito a distruggere Walter in modo che potesse prendere la sua anima. Leon avvertì rabbia dall'Ammazzavampiri, l'arma che ha usato per uccidere Walter, e chiese incredulo se il suo migliore amico aveva abbandonato l'umanità. Mathias rivelò ogni cosa, compreso il suo movente, ammettendo anche che tutte le persone coinvolte erano solo pedine nel suo piano per diventare il più potente vampiro e maledire Dio per sempre. Mathias offrì a Leon una vita eterna, ma Leon rifiutò, perché una vita eterna senza Sara sarebbe stata vuota, e il piano contorto di Mathias aveva costato la vita della donna che amava; d'altra parte, Mathias credeva che Leon sarebbe stato quello che lo avrebbe capito più di tutti, ma ora che era diventato suo nemico si tramutò in un pipistrello e volò via, lasciando Leon alle prese con la Morte. Da quel giorno, Mathias abbandonò il suo nome divenendo Dracula, il signore dei vampiri.

### Castlevania III: Dracula's Curse
Dracula cominciò a radunare qualunque creatura oscura e uomini a lui fedeli nel suo castello, Castlevania. Un giorno incontrò un'umana di nome Lisa, della quale se ne innamorò, sorprendentemente ricambiato. I due ebbero un figlio che chiamarono Adrian. Purtroppo, Lisa venne arrestata e condannata a morte perché le sue erbe medicinali venivano scambiate come una forma di stregoneria. Adrian, essendo metà umano e metà vampiro, le stette vicino nei suoi ultimi istanti di vita, mentre Dracula, che non poteva uscire alla luce del giorno, lo seppe solo poche ore più tardi. Quando lo venne a sapere, Dracula giurò vendetta contro tutta l'umanità, affermando che avrebbe portato via qualunque cosa per loro più preziosa, iniziando a invadere tutta l'Europa con i suoi mostri. Le forze del vampiro, tuttavia, vennero sconfitte da un gruppo di cacciatori di vampiri: Trevor C. Belmont, discendente di Leon, Sypha Belnades, una strega al servizio della Chiesa, Grant Danasty, il guerriero più forte di Valacchia, e lo stesso figlio Adrian, che aveva cambiato il proprio nome in Alucard (il contrario di quello di suo padre). I quattro guerrieri riuscirono a sconfiggere il conte, ma nei suoi ultimi istanti di vita, Dracula maledisse quella terra e in seminò il male nelle menti dei suoi abitanti.

### Castlevania: Curse of Darkness
Pochi anni dopo, nel 1479, la Morte cercò di resuscitare Dracula. Trovò nel Forgiatore Diabolico Hector il corpo ospite adatto, ma perché la resurrezione avvenisse, Hector doveva tornare al Castlevania. L'occasione si presentò quando Isaac, un altro Forgiatore Diabolico e apprendista di Hector, considerato il maestro un traditore, fece mettere a morte la fidanzata di quest'ultimo, Rosaly. Hector, guidato da un prete di nome Zead (in realtà Morte sotto false sembianze) raggiunse il Castlevania e uccise Isaac. A questo punto, la Morte si rivelò e cercò di resuscitare il suo padrone nel corpo di Hector. Il Forgiatore Diabolico, però, resistette all'influenza del suo ex-padrone, così Morte, per rimediare, usò il corpo senza vita di Isaac, resuscitando così il malvagio conte. Tuttavia, dato che la resurrezione era avvenuta parzialmente, Hector riuscì a sconfiggere Dracula e a liberare la Valacchia dalla maledizione del vampiro.

### Castlevania: The AdventureeCastlevania II: Belmont's Revenge
Dracula ritornò dopo cento anni, iniziando così il ciclo di rinascita ogni volta che sarebbe stato sconfitto, e dato che il suo castello era legato ai suoi poteri ricomparve come la dimora del suo padrone. Rafforzato dal suo sonno, il conte riprese la sua vendetta contro l'umanità e cominciò ad attaccare la Transilvania. Ancora una volta, tuttavia, Dracula venne fermato da un altro membro della famiglia Belmont, Christopher Belmont, che lo sconfisse in un duello mortale. Christopher pensava di aver sconfitto definitivamente il conte, ma Dracula aveva inscenato la sua morte trasformandosi in nebbia. Indebolito a causa della sconfitta, Dracula avrebbe aspettato il momento opportuno per vendicarsi dei Belmont. Dopo quindici anni, nel 1591, Dracula scelse il figlio di Christopher, Soleiyu Belmont, come corpo con cui rinascere. Christopher riuscì però ad espellere la presenza di Dracula dalla mente del figlio. A quel punto, con gli spiriti dei quattro castelli elementali, Dracula risorse e combatté di nuovo contro il Belmont. Christopher fu di nuovo il vincitore, costringendo Dracula a dormire di nuovo per cento anni.

### CastlevaniaeCastlevania II: Simon's Quest
Dracula risorse la notte di Pasqua 1691 grazie ai suoi servitori in un monastero abbandonato, venendo però sconfitto da Simon Belmont, discendente di Christopher. Pur di non darla vinta a un altro membro della famiglia Belmont, Dracula rinunciò alla sua capacità di risorgere per infliggere una maledizione in una ferita sulla schiena di Simon. Prossimo prima o poi alla morte, Simon, consigliato da una donna misteriosa, riuscì a recuperare le varie parti del corpo di Dracula che i suoi servitori avevano nascosto e a riportare in vita il conte, sconfiggendo una seconda volta e liberandosi dalla maledizione.

### Castlevania: Harmony of Dissonance
Quando un giovane cacciatore di vampiri di nome Maxim Kischine trovò i resti di Dracula per dimostrare sé stesso come un cacciatore di vampiri più forte della famiglia Belmont, lo spirito del conte prese possesso della sua mente, ma non era tornato del tutto in vita. La Morte vide in Lydie Erlanger, una giovane fanciulla e amica d'infanzia di Maxim, come sacrificio per resuscitare completamente il suo padrone. Il piano di Morte venne però sventato da Juste Belmont, nipote di Simon Belmont, che liberò Maxim dalla presenza di Dracula raccogliendo i resti del vampiro. Lo spirito di Dracula abbandonò Maxim per entrare nei resti e ristabilirsi. Juste lo sconfisse, ma prima di morire, Dracula lo derise perché egli sarebbe sempre tornato, e i Belmont sarebbero stati condannati a dargli la caccia per tutta l'eternità.

### Castlevania: Rondo of BloodeCastlevania: Symphony of the Night
Dracula venne resuscitato nel 1792 dal sacerdote oscuro Shaft. I suoi seguaci cominciarono a rapire giovani fanciulle, e fra queste vi era Annette, fidanzata di Jack Henry Dappen Dracula percepì la connessione tra lei e il suo nuovo nemico, e le offrì l'immortalità per poter governare insieme a lui, ma la ragazza rifiutò. Alla fine, Jack liberò tutte le fanciulle prigioniere, sconfisse Shaft e il conte. Al contrario delle volte precedenti, Dracula parve divertito dalla sua sconfitta, in quanto aveva capito che lui sarebbe sempre ritornato proprio grazie al male degli uomini.
Cinque anni dopo, Dracula ritornò grazie all'intervento del fantasma di Shaft. Questa volta a contrastarlo c'era il proprio figlio Alucard. Dracula rimase sorpreso nel vedere il figlio, cercando di riportarlo dalla sua parte, ma vedendolo desistere gli domandò se si ricordava di cosa avevano fatto gli umani alla madre. Alucard gli rispose che non lo avrebbe mai dimenticato, ma non si sarebbe mai vendicato secondo le ultime volontà della madre. I due diedero vita a uno scontro dal quale a uscirne vincitore fu Alucard. A un passo dalla morte, Dracula chiese al figlio quali fossero le ultime parole di Lisa. Alucard gli rispose che non doveva odiare gli umani, e che se non poteva vivere con loro almeno non avrebbe fatto loro del male; disse anche le ultime parole della madre rivolte al padre, ovvero che lo avrebbe amato per l'eternità. Per la prima volta dopo centinaia di anni, Dracula si pentì delle sue azioni, chiese a Lisa di perdonarlo e salutò il figlio mentre si spense.

### Castlevania: Order of Ecclesia
Nel 1800 il clan dei Belmont scomparve, e altre organizzazioni presero il loro posto per impedire la resurrezione di Dracula. Il gruppo di maggior successo fu Ecclesia, il cui capo Barlowe fece una scoperta rivoluzionaria con la creazione di Glifi, simboli che utilizzavano il potere all'interno di tutte le cose. Barlowe sviluppò il glifo finale, Dominus, dai resti dello stesso conte Dracula, per poter distruggere il Signore Oscuro, ma in realtà il vero scopo di Barlowe era quello di resuscitare il signore dei vampiri, utilizzando Dominus per distruggere il sigillo sui resti che impedivano a Dracula di risorgere. Barlowe aveva bisogno di qualcuno per ospitare il Glifo Dominus, e scelse la sua discepola Shanoa, la quale non era a conoscenza del vero intento del suo mentore, e che l'utilizzo di Dominus avrebbe sacrificato la sua vita. Una volta scoperta la verità, Shanoa sconfisse Barlowe, ma i resti di Dracula assorbirono la sua energia oscura, resuscitando il conte e con lui il suo castello. Shanoa si infiltrò nel Castlevania e si diresse verso la Sala del Trono. Inizialmente, Dracula pensava che Shanoa era colei che lo aveva riportato in vita, e le chiese se volesse la vita eterna e un posto al suo fianco, in cambio del suo servizio. Shanoa gli disse invece che era venuta lì per distruggerlo. Dracula rimase divertito dalla sua risposta e accettò la sua sfida. Il potere di Shanoa, però, non era sufficiente per distruggere Dracula, ma quando usò Dominus, con sorpresa del conte, riuscì a sconfiggerlo utilizzando il suo stesso potere.

### Castlevania: The New GenerationeCastlevania: Portrait of Ruin
Dracula venne fatto risorgere nel 1897 e questa volta andò a Londra, dove si scontrò con Abraham Van Helsing, venendo poi ucciso da Quincy Morris. Molti anni dopo, la nipote di Dracula, Elizabeth Bartley, e la sua complice, Drolta Tzuentes, scatenano la prima guerra mondiale per utilizzare le anime dei milioni di morti per resuscitare il conte. Le due donne vengono inseguite, però, da due cacciatori di vampiri: John Morris, il figlio di Quincy Morris che utilizza la frusta Ammazzavampiri del clan dei Belmont, ed Eric Lecarde, in cerca di vendetta contro Elizabeth in quanto ha vampirizzato la sua ragazza. I due inseguirono le due donne fino al castello di Elizabeth in Inghilterra, dove lei e Drolta riuscirono a resuscitare Dracula. Il risveglio del Signore Oscuro fu però di breve durata, in quanto John ed Eric attraversarono il castello e uccisero Elizabeth, Drolta e lo stesso Dracula. Anche se Dracula fu ucciso, John pagò il prezzo più alto: dato che non era un discendente dei Belmont, il potere della frusta lo consumò a causa del troppo tempo per utilizzarla.
Nel 1944, Dracula venne fatto rivivere ancora una volta dal vampiro Brauner durante la seconda guerra mondiale, dopo aver perso le figlie nella Prima, cercando così vendetta sull'umanità e pianificò di usare il potere di Dracula come un mezzo per questo. Brauner, tuttavia, sigillò Dracula perché voleva solo il suo potere e le sue legioni di mostri e non essere suo schiavo, utilizzando dipinti impregnati con la magia per garantire il suo controllo del castello. Jonathan Morris, figlio di John Morris e custode dell'Ammazzavampiri, e la sua partner, una maga di nome Charlotte Aulin, furono inviati dalla Chiesa per indagare sul castello e la possibile resurrezione del conte Dracula. Attraverso la comprensione di Charlotte della composizione magica dei dipinti, il duo è stato in grado di entrare nei quadri e distruggere il male dentro di loro, indebolendo così il controllo di Brauner sul castello. Jonathan e Charlotte sconfissero Brauner, il cui colpo di grazia fu dato da Morte, atto a distruggere l'ultimo sigillo che imprigionava il suo padrone, facendolo risorgere completamente. Jonathan e Charlotte combatterono contro Dracula e Morte, durante il quale il conte assorbì l'energia del suo braccio destro per trasformarsi in un orrendo demone alato, finendo alla fine sconfitto.

### Castlevania Judgment
Dracula fu richiamato da una frattura dimensionale dove fu avvicinato da Aeon, un viaggiatore del tempo in cerca di un prescelto per riparare il danno e sconfiggerne l'artefice. Assecondando lo strano individuo, Dracula poté vendicarsi di molti dei suoi nemici che lo avevano sconfitto, tra i quali Simon Belmont, Maria Renard e Trevor Belmont. Richiamato da Aeon, Dracula venne a sapere che qualcuno di diecimila anni nel futuro, il demone Galamoth, voleva la sua distruzione per poter dominare il mondo al suo posto e aveva mandato il suo servitore, il Mietitore del tempo, per distruggere. Sconfitto Aeon, Dracula varca la porta che lo condurrà dal servitore del suo rivale, dove riuscirà a sconfiggerlo.

### Castlevania(1999)
Dracula risorse nuovamente per porre fine una volta per tutte alla sua campagna di sterminio contro l'umanità. Venne però sconfitto da Julius Belmont, l'ultimo erede della dinastia Belmont, insieme al prete Hakuba, Alucard e una discendente dei Belnades. Gli eroi ne distrussero il corpo e Julius, con l'aiuto di Alucard, con un rituale riuscì a imprigionare il Castlevania in un'eclissi solare, mettendo così fine al ciclo di resurrezione di Dracula. Nel momento della sua morte, tuttavia, i poteri di Dracula vennero ereditati da coloro che nacquero in quel momento. Colui che possedeva il più grande dei suoi poteri, il Potere della Dominanza, sarebbe stato la sua reincarnazione: un ragazzo di nome Soma Cruz

### Castlevania: Lords of Shadow
In questo reboot, le origini di Dracula sono molto differenti: egli è un orfano trovato dalla Confraternita della Luce (secondo alcune voci sarebbe il figliastro di un membro della famiglia Cronqvist) al quale gli diede il nome Gabriel - dall'arcangelo Gabriele - mentre adotta il nome Belmont per la sua passione per le montagne. Addestrato come un guerriero contro le creature dell'oscurità, un giorno Gabriel incontra la figlia di alcuni mercanti, Marie, che più tardi diventerà sua moglie. Purtroppo Marie viene uccisa da una creatura delle tenebre e a causa di un potente sortilegio la sua anima non può ascendere al Paradiso. Così gli anziani della Confraternita mandano Gabriel dal dio antico Pan per trovare le risposte che cerca riguardo alla verità sulla morte dell'amata. Incontrato Zobek, un suo compagno d'arme, Gabriel riesce a comunicare con il fantasma di Marie, la quale gli dice che esiste un potente artefatto noto come Maschera di Dio, in grado di riportare persino in vita i morti. La maschera è divisa in tre frammenti, protetti in altrettanti luoghi sacri dai Signori dell'Ombra, esseri oscuri a capo delle forze del male. Gabriel si dirige verso le terre dei Lycan, dove sconfigge Cornell, Signore Oscuro dei Lycan, poi nelle terre dei vampiri Carmilla, Signore Oscuro dei Vampiri. Arrivato nelle terre dei Negromanti grazie al sacrificio di Pan, Gabriel scopre che Zobek è in realtà il Signore Oscuro dei Negromanti, che lo aveva manipolato grazie alla Maschera del Diavolo uccidendogli la moglie per spingerlo a sconfiggere gli altri Signori dell'Ombra e riunificare il potere della Maschera di Dio. In realtà anche Zobek era una pedina, e dietro alle sue trame c'era Satana in persona. Dopo averlo bruciato vivo, Satana ingaggia uno scontro contro Gabriel finendo però sconfitto dal guerriero e rimandato all'Inferno. Gabriel, però, scopre che la Maschera di Dio ha il potere di vedere attraverso gli occhi di Dio, ovvero rendere possibile comunicare su tutti i piani ultraterreni; Gabriel utilizza la maschera per dare un ultimo saluto a Marie che finalmente può andare in Paradiso. Gabriel, tuttavia, rimane sconvolto dopo quanto ha passato, ma il destino gli rivela un'altra verità: secondo una profezia, chiunque fosse riuscito a sconfiggere i Signori dell'Ombra avrebbe preso il loro trono come Principe delle Tenebre. Diventato un vampiro, Gabriel viene contattato da Laura, una vampira conosciuta durante la sua avventura nel castello dei vampiri, la quale lo informa che un potente demone conosciuto come il Dimenticato, imprigionato da Zobek, Carmilla e Cornell - allora gli attuali fondatori della Confraternita della Luce, sta per liberarsi dalla sua prigionia. Benché non abbia più voglia di combattere per un mondo che lo ha tradito, Gabriel decide di bere il sangue di Laura, liberandola dalla sua immortalità, per poter accedere alla prigione dimensionale. Dopo aver cercato di impedire al Dimenticato di uscire, Gabriel assorbe metà dei suoi poteri per riuscire a sconfiggerlo del tutto. Con il sangue di Laura che scorre nelle sue vene e il potere di un demone del piano dell'oscurità, Gabriel Belmont rinnega la Confraternita della Luce, la sua stessa Ammazzavampiri, che distrugge, e Dio: in quel momento nacque Dracul, il Drago.

### Castlevania: Lords of Shadow - Mirror of Fate
Divenuto la nuova guida delle creature della notte, Dracul costruisce il Castlevania, prendendo sotto la sua ala molti servitori e cominciando a imporre il proprio dominio sulle terre circostanti. Un giorno venne un uomo che riuscì a superare tutte le forze del castello fino a giungere alla sala del trono. Dracul combatté contro di esso, trafiggendolo con la sua stessa arma. In punto di morte, però, l'uomo si rivelò come Trevor Belmont, suo figlio, cosa che lasciò incredulo Dracul il quale volle vedere la verità attraverso lo Specchio del Destino. Capita la verità, Dracul cercò di rianimare Trevor con il suo sangue, ma purtroppo non era abbastanza. Addolorato, Dracul pose il corpo del figlio dentro una bara sulla quale incise il nome Alucard. A causa del fatto di aver ucciso il figlio che non credeva di avere, Dracul giurò vendetta contro l'umanità preparando una guerra. Durante una di queste incursioni al villaggio di Trevor, la moglie di questi, Sypha Belnades, riuscì a salvare il figlio Simon Belmont prima di essere uccisa. Simon, divenuto adulto e mosso dalla rabbia e dalla vendetta, partì verso il Castlevania dove sconfisse uno a uno i servitori del Principe delle Tenebre; nel frattempo, Trevor, ora divenuto il vampiro Alucard, si risvegliò dal suo sonno e aiutò in un'occasione il figlio appena sopraggiunto, senza però rivelargli la sua vera identità. I due raggiunsero la sala del trono dove, al termine di un feroce combattimento, riuscirono a trafiggere Dracul con la croce da combattimento che apparteneva a Trevor. Tuttavia, Alucard vide che il modo in cui era morto il padre era diverso da quello di un normale vampiro, e capì che un giorno sarebbe ritornato.

### Castlevania: Lords of Shadow 2
Tornato in vita, Dracul riprende la sua guerra contro l'umanità, ostacolato dalla Confraternita della Luce. Una notte, durante la quale, un vasto esercito della Confraternita assale il suo castello, Dracul si scontra con il Titano d'assedio, una gigantesca arma di Rinaldo Gandolfi, e il paladino Roland de Ronceval, il quale, pur di distruggere il loro nemico, decide di distruggere ogni cosa con un potente incantesimo. Sopravvissuto, Dracul viene raggiunto da Alucard, al quale rivela che lui è un male necessario per questo mondo, affinché esseri come i suoi vecchi nemici Satana e Zobek non lo sostituiscano; afferma, però, che è stanco della sua immortalità ma non può avere la pace della morte. Alucard, allora, gli propone un patto: lo avrebbe trafitto con la sua spada Crissaegrim, forgiata dal frammento dell'Ammazzavampiri con cui Gabriel sconfisse Carmilla, con la quale lo avrebbe addormentato e inibito i poteri oltre che i ricordi, in questo modo avrebbe collaborato con Zobek - il quale possedeva l'Ammazzavampiri - per eliminare Satana, ma all'ultimo si sarebbero occupati di lui per poi vedersela con il re dell'Inferno. Dracul acconsente dopo varie esitazioni e si lascia trafiggere. Passati molti secoli, Dracul scopre che il Castlevania è stato usato come fondamenta di una città neo gotica moderna, completamente diversa dal suo tempo. Recuperato da Zobek, il Signore dei Negromanti gli dice che accetterà di donargli il riposo eterno che tanto agogna dopo aver ucciso i tre discepoli di Satana che stanno preparando la sua venuta sulla Terra. Nel frattempo, Dracul dovrà lottare contro la sua stessa natura che prende le sembianze di un sangue formato dalle innumerevoli anime che ha consumato e che vuole farlo restare nel castello del passato come ha sempre fatto. In questo verrà aiutato da Marie e da suo figlio Trevor da giovane - personificazione della sua umanità residua - scontrandosi contro il proprio io interiore che controlla tutti i servitori del Castlevania, tra i quali le gorgoni Euriale, Steno e Medusa, Carmilla, Agreus, il fratello di Pan e il Giocattolaio. Nella Città Castlevania, invece, ostacolerà i primi due discepoli e figli di Satana: Raisa Volkova e, con il sacrificio di Victor Belmont, Nergal Meslamsta. Prima di arrivare a Guido Szandor, il terzo discepolo, Alucard, sotto le vesti del luogotenente di Zobek, risveglia tutti i ricordi di Dracul e lasciano che Szandor si teletrasporti nel luogo dove evocherà Satana. Scoperto l'inganno, Zobek affronta il suo vecchio nemico mostrando la sua vera forma: la Morte in persona. Dracul sconfigge il Signore dei Negromanti e insieme ad Alucard giungono nella cattedrale dove Dracul aveva dormito per vedere Szandor evocare Satana, che però lo uccide per la sua incompetenza, poi evoca un gigantesco Leviatano con il quale può distruggere il mondo intero. Distrutto il Leviatano, Satana si impossessa del corpo di Alucard, costringendo Gabriel a combattere ancora contro il figlio, ma con uno stratagemma riesce a minaccairlo con l'Ammazzavampiri e a trafiggerlo non appena uscito. Dracul riesce a rianimare in tempo Alucard prima che muoia. Ora che i suoi nemici sono stati eliminati Dracul potrà avere il riposo che vuole, ma dopo aver guardato un'ultima volta lo Specchio del Destino lo frantuma, affermando che nessuno conosce appieno il destino, e rientra nella cattedrale, mentre il sole sta finalmente per sorgere.

## Aspetto e personalità
Prima di essere un vampiro, Mathias Cronqvist aveva lunghi capelli scuri e occhi azzurri e indossava un mantello nero con pelliccia sul colletto. Nelle sue apparizioni come Dracula ha avuto molti design diversi nel corso della serie. Nei primi titoli Dracula ha un aspetto piuttosto etereo, presentandosi come un uomo molto decaduto e invecchiato con un lungo mantello rosso. In Castlevania II: Simon's Quest, assomiglia notevolmente al suo servitore Morte: è avvolto in un mantello nero e il suo volto è quello di un teschio. A volte Dracula sfoggia l'aspetto di uno stregone oscuro con lunghe vesti fluenti, come in Castlevania III: Dracula's Curse e Castlevania: The Adventure. In Castlevania: Rondo of Blood, Dracula appare come un giovane uomo con i capelli viola. A parte la visualizzazione di certi cliché anime giapponesi, indossa ancora abiti simili a quelli nei giochi precedenti, come uno smoking e un mantello lungo scuro. Quando Ayami Kojima divenne il disegnatore regolare della serie, Dracula ha assunto un'aria particolarmente regale con abiti sontuosi, come si vede in Castlevania: Symphony of the Night, Castlevania: Harmony of Dissonance, e Castlevania: Curse of Darkness. L'aspetto di Dracula è diventato molto incoerente nel corso degli anni. A volte è un uomo vecchio con baffi e a volte una barbetta, altre volte è giovane. In Judgment presenta una sorta di corazza dorata con sul petto l'immagine di un cuore ed è avvolto da un mantello viola scuro che gli copre anche le braccia, dotato di un grosso colletto formato da venature e spazi trasparenti rossi e da una colonna vertebrale metallica; nella sua forma si presenta con lunghi capelli e baffi bianchi e occhi rossi. Nella serie Lords of Shadow come Gabriel Belmont è un uomo con fluenti capelli castani e un poco di barba. Il suo equipaggamento coinsiste in un'armatura blu e rossa con inserti dorati. Come Dracul presenta la pelle completamente pallida, i capelli sono diventati neri e ha un po' di barba intorno alla bocca; indossa un lungo mantello rosso aperto sul petto, pieno di inserti dorati, dei pantaloni neri e parabracci e gambali rossi. Essendo il principale antagonista della serie, Dracula è un essere di pura malvagità con un complesso di superiorità. Soltanto con la seconda moglie Lisa e il figlio Alucard ha mostrato quel poco di umanità che era rimasta. Dalla notte in cui è nato, Dracula odia profondamente la dinastia dei Belmont, ma col tempo sembra averli considerati niente più che un ostacolo vista la sua facoltà di risorgere ogni cento anni. A differenza di molti cattivi di videogiochi ricorrenti, Dracula non è mai realmente visto abusare dei suoi servi in alcun modo. In realtà si rivolge a qualsiasi dei suoi subordinati con rispetto e cortesia in qualsiasi conversazione, cosa che succede anche ai suoi nemici.

## Poteri e abilità
Dracula rappresenta l'incarnazione del male, è più forte di qualsiasi altro vampiro e tutte le creature della notte e molti uomini diventano suoi fedeli servitori. Oltre ai classici poteri dei vampiri, Dracula predilige molto gli attacchi infuocati (nella sua visione di voler bruciare il mondo) e il suo potere più forte è quello denominato Potere della Dominanza, che gli permette di assorbire i poteri dei nemici che sconfigge. Grazie alla Pietra Cremisi, con la quale è riuscito ad assorbire l'anima di Walter Bernhard e a diventare un vampiro, Dracula si è asservito la Morte in persona, ottenendo un braccio destro leale e devoto oltre che più pericoloso degli altri. Il suo vero potere, però, sta nel risorgere dopo un tempo durato cento anni: come rivela in Harmony of Despair sono gli uomini che si lasciano corrompere dal male e vogliono resuscitarlo, e infatti per distruggerlo si è dovuto prima distruggerne completamente il corpo e poi imprigionare il suo castello con il suo potere in un'eclissi solare. Nel reboot, all'inizio, la sua arma primaria è la croce da combattimento, denominata in seguito Ammazzavampiri, dotata di un gancio collegato da una catena spinata e un paletto d'argento. Sconfiggendo i Signori dell'Ombra ottiene le loro reliquie: gli Stivali del Ciclone, in grado di muoversi più rapidamente, e le Ali del Serafino, in grado di librarsi dopo un salto. Divenuto un vampiro può utilizzare il proprio sangue come arma da mischia o distanza, utilizzare la Spada del Vuoto, gli Artigli del Caos e usare il medaglione del Drago per trasformarsi in un drago sputafiamme.